# Ringo Rama
 (juin 2023).
Si vous disposez d'ouvrages ou d'articles de référence ou si vous connaissez des sites web de qualité traitant du thème abordé ici, merci de compléter l'article en donnant les références utiles à sa vérifiabilité et en les liant à la section « Notes et références ».
Albums de Ringo Starr
I Wanna Be Santa Claus
(1999) Extended Versions
(2003)
Ringo Rama est le 13e album studio de Ringo Starr, sorti en 2003. L'ex-batteur des Beatles encore une fois s'entoure de ses amis, certains célèbres tels Eric Clapton, David Gilmour, Willie Nelson, Roy Orbison, ainsi que Timothy B. Schmit, bassiste du groupe The Eagles. Cet album contient Never Without You, une chanson hommage à son ami George Harrison, mort le 29 novembre 2001. Sur cet album, Ringo fait plus que de chanter et de jouer de la batterie; il joue aussi la guitare acoustique et électrique ainsi que la guitare slide en plus des claviers. Il s'agit de son premier album sur Koch Records.
L'album contient une chanson cachée, I Really Love Her, une courte chanson country-rock d'une durée de 1 minute 19, placée, après environ 18 secondes de silence, à la suite de English Garden. Une version DVD limitée possède trois chansons bonus, Blink, OK Ray et I'm Home. Un documentaire est aussi inclus dans cette édition.

## Chansons de l'album
Toutes les chansons sont écrites par Richard Starkey et Mark Hudson en collaboration avec les auteurs identifiés sauf indication contraire.
1. Eye to Eye (avec Steve Dudas/Dean Grakal) – 3:19
2. Missouri Loves Company (avec Steve Dudas/Dean Grakal) – 3:33
3. Instant Amnesia (avec Steve Dudas/Dean Grakal) – 5:12
4. Memphis in Your Mind (avec Gary Burr/Steve Dudas/Dean Grakal) – 3:13
5. Never Without You (avec Gary Nicholson) – 5:24
6. Imagine Me There (avec Gary Burr) – 3:55
7. I Think Therefore I Rock and Roll (avec Dean Grakal/Paul Santo) – 3:25
8. Trippin' On My Own Tears (avec Gary Burr/Dean Grakal) – 3:31
9. Write One for Me (avec Gary Burr) – 3:14
10. What Love Wants to Be (avec Gary Burr) – 3:03
11. Love First, Ask Questions Later (avec Gary Burr/Dean Grakal) – 4:45
12. Elizabeth Reigns (avec Gary Burr/Steve Dudas/Dean Grakal) – 3:57
13. English Garden (avec Gary Burr/Steve Dudas/Dean Grakal) – 3:17
14. I Really Love Her (Richard Starkey) - 1:19 (Chanson cachée)

- Édition bonus limitée en DVD :
1. Blink (avec Steve Dudas/Dean Grakal) - 2:52
2. OK Ray (avec Steve Dudas/M. Hart/R. Foote) - 3:02
3. I'm Home (avec Steve Dudas) - 3:23

## Musiciens
- Ringo Starr : Batterie, percussions, chant, chœurs, claviers, guitares acoustique et électrique, guitare slide, basse.
- Gary Burr : Guitare acoustique et électrique, guitare solo sur "What Love Wants To Be", basse, chœurs.
- Steve Dudas : Guitare électrique, guitare solo sur "Eye to Eye" et "Instant Amnesia".
- Mark Hudson : Guitare acoustique et électrique, basse, claviers, mellotron, orgue Wurlitzer, chœurs.
- David Gilmour : Guitare solo sur "Missouri Loves Company" et "I Think Therefore I Rock and Roll".
- Eric Clapton : Guitare solo sur "Never Without You" et "Imagine Me There".
- Paul Santo : Guitare acoustique et électrique.
- Gary Nicholson : Guitare acoustique 12 cordes.
- Cliff Downs : Guitare acoustique.
- Dean Grakal : Guitare acoustique.
- Jay Dee Maness : Pedal Steel.
- Grant Geissman : Dobro.
- Herp Pederson : Banjo.
- Charlie Haden : Contrebasse.
- Jim Cox : Orgue Wurlitzer, orgue Hammond B3, piano.
- Dan Higgins : Saxes, flûte, clarinette.
- Gary S. Grant : Trompette, piccolo.
- Michael Raphael : Harmonica.
- Van Dike Parks : Accordéon sur "What love wants to be", "Elizabeth Reigns" et "English Garden".
- Shawn Colvin : Chant sur "Trippin' On My Own Tears"
- Willie Nelson : Chant sur "Write One For Me".
- Roy Orbison : Grognements Mercy sur Memphis in Your Mind
- Timothy B. Schmit : Chœurs sur "Missouri Loves Company", "Instant Amnesia", "Memphis in Your Mind", et "Write One for Me".
- Sarah Hudson, Nicole Renee Harris, Christina Rumbley, Jack Blades, Sophia Sunseri : Chœurs sur "Eye to Eye".
- Sarah Hudson, Christina Rumbley, Nicole Renee Harris, Victoria Shaw, Adam Ray, Mark O'Shea, John O'Shea, Jack Blades – Chœurs sur "I Think Therefore I Rock and Roll".
- Barbara Starkey, Buster, Monly, Mr. B, Sleeping Birdies – Chœurs sur "English Garden".